# Эрнандес, Хосе Эухенио
Хосе Сармьенто Эухенио Эрнандес (исп. José Sarmiento Eugenio Hernández; род. 18 марта 1956, Богота) — колумбийский футболист и футбольный тренер.

## Клубная карьера
Большую часть своей карьеры провёл в колумбийском клубе «Мильонариос», вместе с которым становился чемпионом страны. В 1980 году полузащитник принимал участие в Олимпийских играх в Москве. На турнире игрок провёл одну встречу против Чехословакии (0:3). В 1985 году провёл единственный матч за сборную Колумбии.

## Карьера тренера
После завершения карьеры Эрнандес занялся тренерской деятельностью. Он руководил многими колумбийскими клубами. Специалист также возглавлял коста-риканский «Алахуэленсе» и перуанскую «Кахамарку».
В середине нулевых колумбиец работал со сборной Панамы. В 2005 году привёл ко второму месту на Золотом кубке КОНКАКАФ. В финале панамцы лишь в серии пенальти уступили хозяевам турнира США (0:0, 1:3).

## Достижения

### Футболиста
- Чемпион Колумбии (1): 1978.

### Тренера
- Серебряный призёр Золотого кубка КОНКАКАФ (1): 2005.
- Чемпион Колумбии (2): 1998, 2011-II.